# باترا
باتّرا (به ژاپنی: 鯖寿司 （バッテラ）) یا شیمه‌سابا (به ژاپنی: しめ鯖) یکی از انواع اوشی‌زوشی (سوشی فشاری) است. در این نوع سوشی از یکی از انواع ماهی تن به نام سابا استفاده می‌شود. درست کردن این نوع سوشی به‌ویژه در اوزاکا رایج است.